# 雷克雅未克主教座堂
雷克雅未克主教座堂是冰岛福音信义会的主教座堂，位于冰岛首都雷克雅未克市中心的奧斯特沃魯爾廣場，毗邻冰島議會大廈。冰岛议会自1845年以来，每届议会均开始于该堂的弥撒，因此该堂牧师也是国会议员。
该堂管风琴造于柏林。